# 内坦亚
内坦亚（羅馬化：N°tan°yåh）是以色列中央区的一座城市，位于地中海沿岸，特拉维夫以北30公里，海法以南56公里。内坦亚在希伯来语中的含义是“上帝的礼物”。该市总人口18 3200（2009年）。